# 타오저
타오저(도철, 陶喆, 1969년 7월 11일 ~ )는 타이완의 가수이다.
유명한 싱어 송 라이터이자 음악 프로듀서이다. 아름다운 선율, 세련된 편곡과 깊이 있는 사회 비평 주제의 노래로 알려진다. 대만에서는 '음악의 대부'라고 불리고 중국 대륙에서는 '중국어R&B 대부'라고 불리며 리종성, 뤄다유에 이어 가장 젊은 ‘대부’이다. 그런데 그는 'R&B 대부'라는 호칭을 별로 좋아하지 않는다. 그의 음악 장르는 아주 다양하고 R&B만 있는 것이 아니다.
그의 곡들은 대체적으로 감성적이며 세련돼 남녀 모든 층에 인기가 좋은 임준걸 등 후배 가수들이 존경하는 가수로도 중화권에서는 영향력이 높습니다. 최근에는 가수로서의 활동이 다소 뜸한 대신 작곡 및 프로듀싱 활동에 좀 더 많은 시간을 쏟고 있는 것 같습니다
오랜 시간 동안, 타오저는 주걸륜, 왕리홍과 함께 '3대 재간둥이'라고 불렸고, 주걸륜이 데뷔 초에 '작은 타오저'라고 불렸다.
타오저는 1969년에 홍콩에서 태어났고 한때는 대만에서 중학교에 다닌 적이 있었다. 15살 때 부모님을 따라 미국 캘리포니아에 이주했고 유시엘에이에서 졸업했다. 대학 때심리학을 전공했으며 부전공은 영화학과였다. 17살 때 동창들과 학교에서'Instant Picturse'라는 밴드를 만들었고 졸업 이후 로스앤젤레스경찰서에서 근무한 적이 있었다.
타오저의 아버지인 타오다웨이는 대만의 유명한 가수이자 애니메이션 감독이며 서양 노래의 중요한 추진자였다. 타오저의 어머니인 왕푸롱은 유명한 경극 배우였다. 그래서 타오저는 어려서부터 다양한 음악의 영향을 받은 관계로 그의 음악은 서양 음악, 중국 전통 음악 그리고 희곡을 잘 융합시킬 수 있다.
타오저의 선생님은 음악 프로듀서 왕즈핑이고 제자는 여가수 관시민이다.
1993년에 타오저는 악기점에서 대만 유명한 음악 프로듀서 왕즈핑(가수 왕약림의 아버지)과 우연히 만났다. 왕즈핑은 타오저의DEMO를 들은 후에 그 중의 세 곡를 샀고 대만에 돌아가서 활동하자고 제안했다. 1993년에 타오저는 음악 프로듀서로서 대만에서 데뷔하자 아주 짧은 시간 내에 유명한 프로듀서가 되었다. 또한 진숙화, 장혜매와 같은 앨범 판매량이 백만 장을 넘는 유명한 가수에게 앨범을 프로듀싱해주고 중국 최초의 힙합 보이 그룹으로 꼽힌L.Aboyz에게도 앨범을 프로듀싱해준 적이 있다.
1997년에 타오저는 가수로 데뷔해 첫 앨범인 <David Tao>를 발표하자 아주 광범위한 관심을 끌었고 중국어 음악계의 R&B열풍을 불러일으켰다. 중국어 음악계에서 멜로디를 위주로 하고 리듬을 무시했던 국면을 바꾸었을 뿐만 아니라 주걸륜 등 젊은 가수들에게도 영향을 끼쳤다. 그 중에서 <사랑은 아주 간단하다>, <공항의 10：30> 등 곡은 한국 가수 조규찬을 포함된 많은 가수들에 의해 리메이크되었다.
타오저는 <David Tao>로 ‘중화권(중국, 싱가포르, 말레이시아 등 중국어를 사용한 지역) 그래미상’이라 불린 금곡상 GMA의 최우수 작곡가상, 최우수 신인상, 최우수 국어 남자 가수상 등 5개 상의 수상 후보자로 선정되었고 마지막에 최우수 신인상과 GMA 기술 최고상——최우수 앨범 프로듀서상을 수상하였다.
<David Tao> 앨범에 타오저의 사진이 없고 흐릿한 실루엣 한 장만 있다. 처음에 타오저는 이 앨범이 유행을 일으킬 거라고 예상하지 못했다. 그는 자신이 만든 것은 대중음악이라고도 생각하지 않았다. 이 앨범의 타이틀곡은 <봄바람아 불어라>이다.  이 곡은 원래 대만 민요였는데 타오저가 이 민요를 6성부의 아카펠라 곡으로 편곡했고 R&B요소도 추가하였다. 이 곡은 주걸륜이 꼽은 R&B와 중국풍(China wind)이 가장 잘 결합된 곡이었다. 이 앨범에 수록된 곡은 대부분이 다른 가수를 위해 창작했지만 채택되지 않은 것으로 대부분의 곡은 1993년과 1994년에 쓰였다. <사랑은 아주 간단하다>는 1993년에 쓰였고 조규찬이 <I love you>로 리메이크하였다. <공항의10:30>는 1994년에 쓰였고 조규찬이 <baby baby>로 리메이크하였다
1999년에 타오저는 2집 앨범인 <I'm ok>를 발표하자 다시 큰 관심을 끌었다. 이는 2000년 이후 대만에서 가장 높은 판매량을 기록한 앨범으로 되었다. 그리고 이 앨뱀 때문에 타오저가 또다시GMA 최우수 앨범 프로듀서상을 수상하였다. 심지어 어떤 GMA심사위원은 타오저가 최우수 남자 가수상을 받지 못한 이유로 심사위원단에서 탈퇴한 사건도 있었다.
2002년에 타오저는 3집 개인 앨범인 <흑색류정>을 발표했는데 이 앨범은 타오저의  음악 생애의 최고 작품으로 평가를 받았다. 노래에는 날카로운 비판 정신과 강렬한 사상성을 가득 담겨져 있다.
2003년에 타오저는 자기를 주인공으로 하는 다큐멘터리 영화 <11호 산실>에서 지금은  중국 음악계가 아직 최악이 아니지만 2005년 이후 중국 음악계가 아이돌 시대에 접어들 것으로 보이고 자기가 점점 음악계에 페이드아웃할 것이라고 밝혔다. 중국은 한국보다 아이돌 가수에 대한 요구가 높지 않기 때문에 노래와 춤 실력이 좋지 않은 아이돌 가수들이 음악계에 진출한 것은 많은 논란을 일으켰다.
그 후에는 2005년의 앨범인 <태평성세>가 호평을  받았고 GMA의 인정도 받았지만 타오저는 가수 활동을 줄이기 시작했다. <태평성세>의 첫 곡은 <귀신>인데 겉으로만 번영한 중국 음반시장에 대한 풍자이며 <귀신>이라는 노래 자체가 권세와 지위가 높은 사람들을 풍자하는 노래였다.
2009년에 타오저는 앨범 <69악장>를 발표했고 GMA 최우수 남자 가수상을 드디어 받았지만 그는 시상식에 참석하지 않았다. 69 악장이라고 이름을 지은 것은 자기가1969년에 태아났고 또한 일본어에69는 ‘Rock’의 소리와 똑같기 때문이었다. 그리고 '역경'에서 '6'과 '9'는 각각 음수와 양수의 한계를 대표하고 ‘69’의 변화 속에 모든 것이 뒤집히고 재생되어서 [69악장]은 바로 나만의 록 악장이고 또한 ‘69’라는 숫자를 보면 자기가 속한 별자리인 게자리와 같다고 덧붙였다
2013년에 타오저는 거의 4년 만에 7집 창작 앨범인 <안녕!안녕하세요>를 발표하였다.
2016년에 타오저는 중국 유명한 오리지널 뮤직 프로그램 <중국호가곡>에서 멘토를 맡았다.
타오저는 다작 가수가 아니지만 앨범을 발표할 때마다 큰 관심을 끌수 있고 많은 상과 호평을 받았다. 타오저의 앨범 중에서 대부분 곡은 자신이 작곡을 하고 작사는 항상 와와 나 자기가 맡아서 한다. 그는 편곡, 코러스, 연주, 녹음, 심지어 초기 제작까지 혼자서 다 할 수 있다.
타오저는 가창력이 훌륭하고 특히 소리를 꺾는 창법이 출중하다. 그의 홍콩 소울 파워 콘서트에 매염방, 쉬커를 포함된 수십명 홍콩 유명 인사들까지 찾아갔다. 그러나 아버지가 돌아간 후에 그는 한 동안 무절제하게 술을 마셔서 목이 손상되었다.

## 음반 목록
| #   | 영어 제목       | 중국어 제목   | 발매일           | 레이블           |
| --- | --------------- | ------------- | ---------------- | ---------------- |
| 1st | David Tao       | 陶喆 同名專輯 | 6 December 1997  | Shok Records     |
| 2nd | I'm OK          |               | 10 December 1999 | Shok Records     |
| 3rd | Black Tangerine | 黑色柳丁      | 9 August 2002    | Shok Records     |
| 4th | The Great Leap  | 太平盛世      | 21 January 2005  | EMI Music Taiwan |
| 5th | Beautiful       | 太美麗        | 4 August 2006    | EMI Music Taiwan |
| 6th | Opus 69         | 69樂章        | 21 August 2009   | Gold Typhoon     |
| 7th | Hello Goodbye   | 再見你好嗎    | 11 June 2013     | Gold Typhoon     |

| # | 영어 제목            | 중국어 제목 | 발매일         | 레이블           |
| - | -------------------- | ----------- | -------------- | ---------------- |
| 1 | Ultrasound 1997–2003 | 樂之路      | 2003년 8월 8일 | EMI Music Taiwan |

| # | 영어 제목 | 중국어 제목     | Released Date   | 레이블       |
| - | --------- | --------------- | --------------- | ------------ |
| 1 | Adoration | 暗戀 LIVE特別版 | 2009년 9월 15일 | Gold Typhoon |

| # | 영어 제목                         | 중국어 제목                                      | 발매일           | 레이블       |
| - | --------------------------------- | ------------------------------------------------ | ---------------- | ------------ |
| 1 | Ultrasound (the documentary film) | 十一號產房                                       | 2003년 7월 11일  | Shok Records |
| 2 | Soul Power Live album             | 陶喆現場原音專輯                                 | 2003년 12월 20일 | Shok Records |
| 3 | Soul Power Live @ Hong Kong       | 陶喆香港演唱會實況                               | 2004년 2월 17일  | Shok Records |
| 4 | David Tao Live 2009 (Shanghai)    | 1.2.3我們都是木頭人 陶喆 世界巡迴演唱會 (上海站) | 2009년 3월 27일  | Gold Typhoon |